# Matuguinao
Matuguinao é um município de  quinta classe de renda municipal (d) na província Samar, nas Filipinas. De acordo com o censo de 1 de maio  de  2020 possui uma população de 7 364 pessoas e 1 545 domicílios.